# Auditable Entity (шаблон проєктування)
Auditable Entity  — шаблон проєктування, який надає дані звітності про зміну стану сутності.

## Опис
Нехай, необхідно отримувати інформацію про зміну сутності. Додамо базовим клас, який містить цей необхідний функціонал.
```
public
 
abstract
 
class
 
AuditableEntity

{

    
public
 
DateTime
 
CreatedAt
 
{
 
get
;
 
set
;
 
}

    
public
 
string
 
CreatedBy
 
{
 
get
;
 
set
;
 
}

    
public
 
DateTime
 
ModifiedAt
 
{
 
get
;
 
set
;
 
}

    
public
 
string
 
ModifiedBy
 
{
 
get
;
 
set
;
 
}

}

public
 
class
 
User
 
:
 
AuditableEntity

{

    
public
 
string
 
Name
 
{
 
get
;
 
set
;
 
}

}

```

Тоді при створені чи зміні сутності необхідно оновлювати значення цих полів. Зручно помістити цю логіку в одне місце, а не розкидувати по коду програми. Скористаємось одиницею роботи для цього.
```
public
 
class
 
UnitOfWork

{

    
private
 
List
<
EntityEntry
>
 
_trackedEntities
 
=
 
new
 
List
<
EntityEntry
>
();

    
public
 
void
 
Commit
()

    
{

        
foreach
 
(
var
 
entityEntry
 
in
 
_trackedEntitites
.
Select
(
x
 
=>
 
x
.
Entity
).
OfType
<
AuditableEntity
>
())

        
{

             
switch
 
(
entry
.
State
)

             
{

                    
case
 
EntityState
.
Added
:

                        
entry
.
Entity
.
CreatedBy
 
=
 
_currentUserService
.
GetUserId
();

                        
entry
.
Entity
.
CreatedAt
 
=
 
_dateTimeService
.
GetTime
();

                        
break
;

                    
case
 
EntityState
.
Modified
:

                        
entry
.
Entity
.
ModifiedBy
 
=
 
_currentUserService
.
GetUserId
();

                        
entry
.
Entity
.
ModifiedAt
 
=
 
_dateTimeService
.
GetTime
();

                        
break
;

             
}

        
}

    
}

}

```